# Wilhelm Friedrich Wieprecht
Wilhelm Friedrich Wieprecht (Aschersleben (Saxònia-Anhalt), 10 d'agost, 1802 - Berlín, 4 d'agost, 1872), va ser un compositor, director d'orquestra i arranjador alemany. És considerat un dels principals reformadors de la música militar alemanya.

## Biografia
Wieprecht era el fill gran del músic de la ciutat, Friedrich Jacob Wieprecht. El seu pare era cavaller i trompetista del Regiment de Carabines de Quitzow. Segons la seva autobiografia, des de ben jove Wieprecht va aprendre del seu pare a tocar gairebé tots els instruments de vent. Va ser en el violí, però, que el seu pare desitjava especialment que excel·lís; i el 1819 Wilhelm va anar a Dresden, on va estudiar composició i violí amb tant profit que un any més tard li van donar un lloc a l'orquestra de la ciutat de Leipzig, tocant també a les de l'òpera i al famós Gewandhaus. A més de tocar el violí i el clarinet a l'orquestra, també va fer actuacions com a solista de trombó.
El 1824 va anar a Berlín, on es va convertir en membre de l'orquestra reial i el mateix any va ser nomenat músic de cambra del rei. La seva residència a Berlín va donar a Wieprecht una àmplia oportunitat per exercir el seu geni per a la música militar, en la qual es basa principalment la seva fama. Diverses de les seves marxes van ser adoptades aviat per les bandes del regiment, i una composició militar més ambiciosa va atreure l'atenció de Gaspare Spontini, a casa del qual es va convertir en un convidat íntim.

## Carrera posterior
Més tard va començar a estudiar acústica per tal de corregir les deficiències dels instruments musicals militars. Com a resultat, va millorar les vàlvules dels instruments de metall construint-les sobre principis acústics més sòlids, augmentant considerablement el volum i la puresa del seu to. Juntament amb el constructor d'instruments Johann Gottfried Moritz, també va inventar la tuba baixa, o bombardó, per tal de donar més riquesa i potència a les parts greus. En reconeixement d'aquests invents, va ser honorat, el 1835, per la Reial Acadèmia de Berlín. Els seus instruments de metall millorats van funcionar conjuntament amb la seva instrumentació de banda militar alemanya, i va ser respectat per això a Nova York durant la guerra civil.
El 1838 va ser nomenat pel govern prussià director general de totes les bandes de la guàrdia, i en reconeixement de la magnífica actuació de les bandes de masses amb motiu de la visita de l'emperador Nicolau I el mateix any, va ser guardonat amb un uniforme especial. El 1843 va esdevenir director general de les bandes del 10è cos d'exèrcit confederat, i des d'aquell moment va exercir una profunda influència en el desenvolupament de la música militar a tota Alemanya i més enllà.
Va ser el primer a arranjar les simfonies i obertures dels mestres clàssics per a instruments militars, i a organitzar aquelles representacions a l'aire lliure de peces de concert per bandes militars que tant han fet per popularitzar la música de banda a Alemanya i arreu del món. La representació que va organitzar de la "Batalla de Vittoria" de Beethoven, en què els tocs de corneta van ser donats per trompetistes estacionats en diverses parts del jardí i els trets de canó van ser els de canons reals, va crear una immensa sensació.
A més de la gran tasca que va dur a terme a Alemanya, el 1847 va reorganitzar la música militar a Turquia i, el 1852, a Guatemala. Va compondre cançons militars, així com nombroses marxes, i va contribuir sovint sobre el seu tema preferit als diaris musicals de Berlín. Wieprecht era un home de naturalesa genial, amable i generosa, i va estar associat a moltes fundacions benèfiques establertes en benefici dels músics pobres. Ludwig Bussler va ser un dels seus alumnes. Dels centenars de bandes militars muntades reformades per Wieprecht o influenciades per les seves idees, només queda el Cos de Música de Dragons dels Guàrdies Salvavides a Estocolm.

## Mort
- Wieprecht va morir el 4 d'agost de 1872 a Berlín.

## Obres per a banda militar
- Armee-Marsch Nr. 133
- Drei Märsche zur Einholung des Prinzen und der Prinzessin Friedrich Wilhelm von Preußen
- Einholungsmarsch (per a l'inici de Frederic Guillem IV el 21 de setembre de 1840 a Berlín)
- Friedrike-Gossmann-Polka
- Grand Pas-Redoublé I und II
- Huldigungsmarsch
- Konzert für Klarinette
- Marsch für Kavallerie Nr. 21
- Marsch für Kavallerie Nr. 30
- Mein erster Defiliermarsch
- Militairische Trauerparade
- Musikalische Erinnerungen an die Kriegsjahre 1813, 1814, 1815
- Ouvertüre Militair
- Pastillons-Polka
- Sechs Märsche für Kavalleriemusik
- Triumphmarsch nach Themen des 5. Klavierkonzerts Es-Dur von Ludwig van Beethoven
- Wilhelmsmarsch
- 40 Parademärsche für Cavallerie
- 31 Defiliermärsche für die Infanterie